# Orimarga (Diotrepha) mirabilis
Orimarga (Diotrepha) mirabilis is een tweevleugelige uit de familie steltmuggen (Limoniidae). De soort komt voor in het Nearctisch en Neotropisch gebied.